# قلعة دختر (درونة)
قلعة دختر هي قلعة تاريخية تعود إلى قرن 6 هـ إلى قرن 9 هـ، وتقع في مقاطعة بردسكن، 7 كيلومترات شمال غرب قرية درونة. وتم تسجيل هذه القلعة في 15 نوفمبر 2006 مع رقم تسجيل 16334 باعتباره أحد التراث الوطني الإيراني.